# ثورة 23 يوليو
الثورة المصرية عام 1952، يشار إليها أيضًا باسم انقلاب 1952 وثورة 23 يوليو، هو تحرك عسكري ضد الحكم الملكي قاده ضباط جيش مصريون ينتمون لتنظيم الضباط الأحرار في 23 يوليو 1952، أدى لإلغاء الملكية ونفي الملك فاروق الأول لإيطاليا وتحول نظام الحكم في مصر إلي جمهورية رئاسية، وعرف في البداية باسم «الحركة المباركة» ثم أطلق عليها ثورة 23 يوليو عقب حل الأحزاب السياسية وإسقاط دستور 1923 في يناير 1953.
يمثل هذا الحدث فترة مهمة من التحول السياسي والاقتصادي والاجتماعي في مصر. بدأت في 23 يوليو 1952، مع الإطاحة بالملك فاروق في انقلاب دبرته حركة الضباط الأحرار، وهي مجموعة من ضباط الجيش بقيادة محمد نجيب وجمال عبد الناصر. أثار هذا الحدث موجة من الحماس الثوري في جميع أنحاء العالم العربي، مما ساهم في زخم جهود إنهاء الاستعمار وتعزيز تضامن العالم الثالث خلال حقبة الحرب الباردة.
ورغم أن الحركة ركزت في البداية على المظالم ضد الملك فاروق، إلا أنها كانت لها طموحات سياسية واسعة النطاق. ففي السنوات الثلاث الأولى من الثورة، تحرك الضباط الأحرار لإلغاء الملكية الدستورية والأرستقراطية في مصر والسودان، وإنشاء جمهورية، وإنهاء الاحتلال البريطاني للبلاد، وتأمين استقلال السودان (الذي كان يُحكم سابقًا كملكية مشتركة بين مصر والمملكة المتحدة). تبنت الحكومة الثورية أجندة قومية مناهضة للإمبريالية، والتي تم التعبير عنها بشكل رئيسي من خلال القومية العربية واتبعت سياسة عدم الانحياز الدولي.
واجهت الثورة تهديدات فورية من القوى الإمبريالية الغربية وخاصة المملكة المتحدة التي احتلت مصر منذ عام 1882 وفرنسا، كان كلا البلدين متخوفين من تنامي المشاعر القومية في المناطق الخاضعة لسيطرتهما في جميع أنحاء أفريقيا والعالم العربي. كما شكلت حالة الحرب المستمرة مع إسرائيل تحديًا خطيرًا، حيث زاد الضباط الأحرار دعم مصر القوي بالفعل للفلسطينيين. بلغت هذه المخاوف المزدوجة ذروتها في العام الخامس من الثورة عندما تعرضت مصر لغزو من المملكة المتحدة وفرنسا ودولة إسرائيل في أزمة السويس عام 1956 (المعروفة في مصر بالعدوان الثلاثي). على الرغم من الخسائر العسكرية الهائلة، كان يُنظر إلى الحرب على أنها انتصار سياسي لمصر، خاصة أنها تركت قناة السويس تحت السيطرة المصرية بلا منازع للمرة الأولى منذ عام 1875، مما أدى إلى محو ما كان يُنظر إليه على أنه علامة على الإهانة الوطنية، وعزز من جاذبية الثورة في الدول العربية الأخرى.
بدأ الإصلاح الزراعي الشامل وبرامج التصنيع الضخمة في العقد والنصف الأول من الثورة، مما بشر بعصر غير مسبوق من تطوير البنية التحتية والتوسع الحضري. بحلول الستينيات، أصبحت الاشتراكية العربية موضوعًا مهيمنًا، محولة مصر إلى اقتصاد مخطط مركزيًا. أدت المخاوف بشأن الثورة المضادة المحتملة المدعومة من الغرب، والتطرف الديني الداخلي، وتسلل الشيوعية، والصراع المستمر مع إسرائيل إلى فرض قيود صارمة ودائمة على المعارضة السياسية، بما في ذلك حظر النظام المتعدد الأحزاب. استمرت هذه القيود على الأنشطة السياسية حتى رئاسة أنور السادات اعتبارًا من عام 1970 فصاعدًا، حيث خضعت العديد من السياسات الثورية للتقليص أو التراجع.
الهمت النجاحات المبكرة للثورة العديد من الحركات القومية الأخرى في بلدان أخرى، مثل الجزائر، حيث كانت هناك ثورات مناهضة للإمبريالية ومناهضة للاستعمار ضد الإمبراطوريات الأوروبية. كما ألهمت إسقاط الأنظمة الملكية والحكومات الموالية للغرب في منطقة الشرق الأوسط وشمال أفريقيا. يتم إحياء ذكرى الثورة كل عام في 23 يوليو.

## خلفية الأحداث والأسباب

### سلالة محمد علي
تميز تاريخ مصر خلال القرن التاسع عشر وأوائل القرن العشرين بفترات الحكم المختلفة إلى حد كبير للأعضاء المتعاقبين من أسرة محمد علي والتدخل المتزايد تدريجيًا في الشؤون المصرية من قبل القوى العظمى وخاصة المملكة المتحدة.  شهدت مصر منذ عام 1805، فترة من التحديث السريع في عهد محمد علي باشا، الذي أعلن نفسه خديويًا في تحدٍ للسيادة الاسمية للسلطان العثماني. وفي غضون عقود من الزمن، حوّل محمد علي مصر من ولاية عثمانية مهملة إلى دولة مستقلة فعلياً تنافس مؤقتاً الإمبراطورية العثمانية نفسها على الهيمنة على شرق البحر الأبيض المتوسط والمشرق. غزا محمد علي السودان وشرق أفريقيا، وقاد مصر خلال الحرب المصرية العثمانية الأولى والحرب المصرية العثمانية الثانية، مما أدى إلى اندلاع الأزمة المشرقية. ونتيجة لهذه الحروب، طردت مصر من بلاد الشام، ولكن سمح لها بالاحتفاظ بأراضيها السودانية. بعد وفاة محمد علي، حاول خلفاؤه عباس الأول ومحمد سعيد باشا تحديث مصر، بما في ذلك البدء في بناء قناة السويس. وبسبب التجنيد الإجباري، ازدادت الضرائب على النبلاء مقابل المزيد من الأراضي والفلاحين، مما أدى إلى انخفاض ملكية الفلاحين للأراضي مع ظهور القطن كمحصول نقدي رئيسي في مصر.
شهدت مصر في عهد الخديوي إسماعيل برامج تحديث ضخمة وحملات توسع عسكري في السودان وشرق إفريقيا. ساهم إسماعيل بشكل كبير في تسريع عملية منح حق التصويت للفلاحين المصريين والطبقة الوسطى الذين تم تهميشهم سياسيًا واقتصاديًا من قبل النخب الثرية في المجتمع المصري. شهدت هذه الفترة ظهور المثقفين المصريين الملقبين بالأفندي: وهي طبقة اجتماعية من المصريين المتعلمين وذوي خبرة جيدة في السياسة والثقافة المعروفة. قام نظام التعليم العام في مصر في عهد وزير التعليم علي باشا مبارك بتنمية مجال الأفندية القومية المتعلمة، وخلال هذا الوقت هاجر الإيطاليون واليونانيون والفرنسيون والأرمن واليهود ومجموعات أخرى إلى مصر، وأسسوا مجتمعًا عالميًا صغيرًا ثري وقوي سياسيًا. لم يكن الأجانب خاضعين للقوانين المصرية، بل كانوا يخضعون لنظام قضائي منفصل يعرف بالمحاكم المختلطة. كما أنشأ إسماعيل أول برلمان في مصر. عرفت هذه الفترة من الفكر الحر في مصر والعالم العربي ككل فيما بعد باسم النهضة، وإلى جانب تأييد إسماعيل القوي للدولة المصرية، ساهم ذلك في نمو القومية المصرية خاصة داخل الجيش. ومع ذلك، انتهت الحرب مع إثيوبيا بكارثة، مما زاد من الضغوط على الخزانة المصرية، ودفع إلى إنشاء (لجنة الدين العام) كوسيلة لمصر لسداد ديونها.
كانت سياسات إسماعيل الكبرى مكلفة للغاية، وأجبرته الضغوط المالية في النهاية على بيع أسهم مصر في الشركة العالمية لقناة السويس البحرية، وهي الشركة التي كانت تمتلك عقد إيجار لمدة 99 عامًا لإدارة قناة السويس. وكان بيع القناة بعد سنوات فقط من بنائها بتكلفة بلغت نحو 80 ألف مصري، يُنظر إليه باعتباره إهانة وطنية، خاصة أنه منح المشتري (المملكة المتحدة) أساساً للتدخل في الشؤون المصرية. بعد ذلك بوقت قصير، عزلت المملكة المتحدة إلى جانب القوى العظمى الأخرى إسماعيل لصالح ابنه الخديوي توفيق.
كان يُنظر إلى توفيق على أنه دمية في يد القوى الأجنبية التي أطاحت بوالده، وهو تصور عززته سياساته القمعية. أدى عدم الرضا عن حكم توفيق إلى اندلاع الثورة العرابية عام 1881، بقيادة الجنود الوطنيين بقيادة أحمد عرابي، ينحدر عرابي من عائلة فلاحية، وقد أصبح صعوده في صفوف الجيش على الرغم من خلفيته المتواضعة ممكنًا بفضل إصلاحات إسماعيل، وهي الإصلاحات التي رأى أنها تتعرض لهجوم من قبل توفيق. وقد دفع التهديد الذي يلوح في الأفق بحدوث اضطرابات ثورية في مصر، والخطر المترتب على قناة السويس، المملكة المتحدة إلى التدخل عسكريًا لدعم توفيق.

### الاحتلال البريطاني الخفي
بعد الحرب الإنجليزية المصرية، تولت المملكة المتحدة السيطرة الفعلية على البلاد، وهو الوضع الذي أصبح يعرف باسم الحماية الحفية. وفي السنوات التي تلت ذلك، عززت المملكة المتحدة موقفها السياسي والعسكري في مصر، ووسعت سيطرتها إلى السودان، حيث مارس الممثل الأعلى البريطاني في القاهرة سلطة أكبر من تلك التي يمارسها الخديوي نفسه. وفي عام 1888، في اتفاقية القسطنطينية، حصلت المملكة المتحدة على امتياز حماية قناة السويس بالقوة العسكرية، مما أعطى بريطانيا قاعدة دائمة يمكن من خلالها السيطرة على السياسة المصرية.

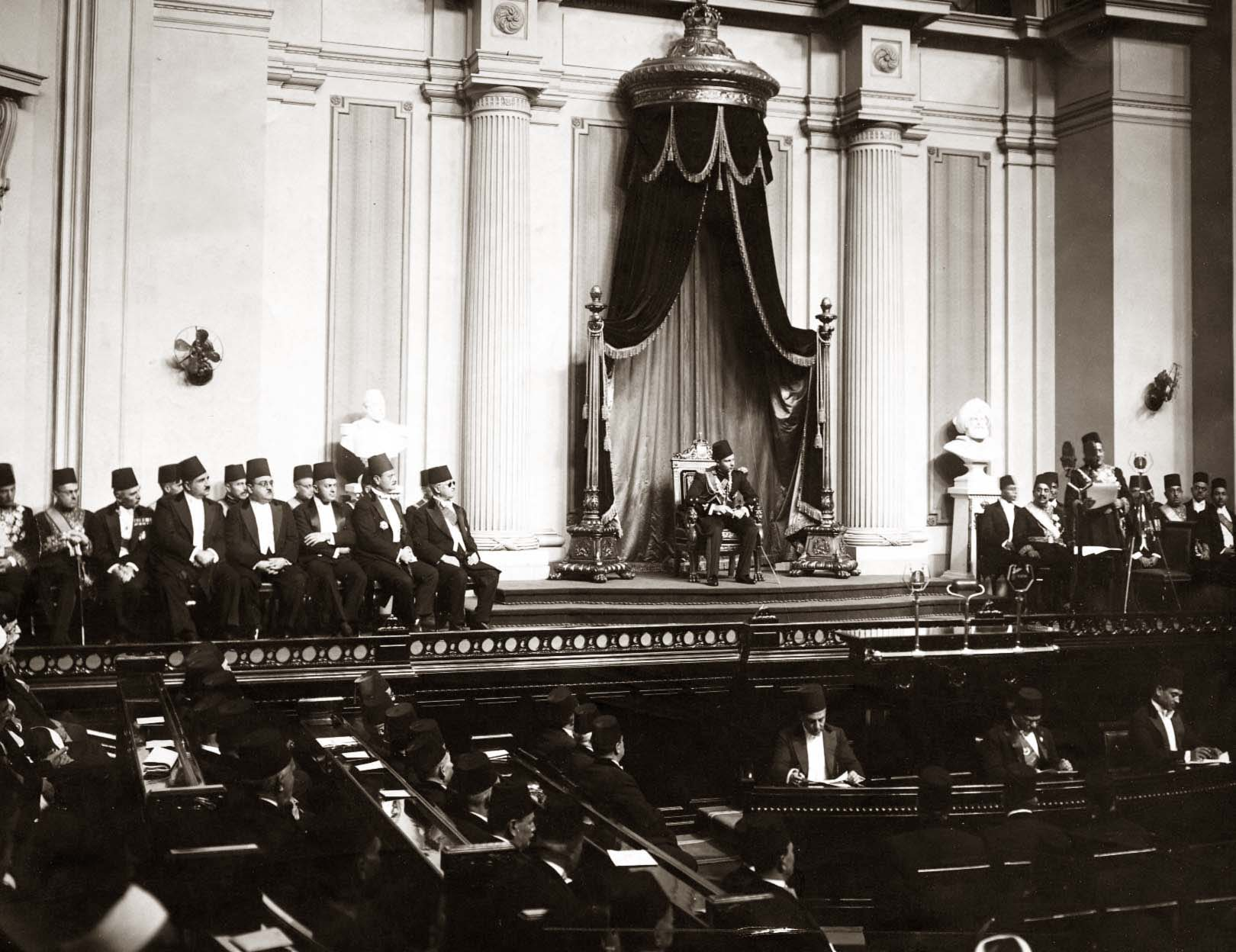
الملك فاروق في البرلمان يستمع إلى خطاب النحاس باشا.

في عام 1899، أجبرت المملكة المتحدة عباس حلمي الثاني (وهو خليفة الخديوي توفيق في منصب الخديوي وشخصية قومية) على تغيير وضع السودان من جزء لا يتجزأ من مصر إلى منطقة ذات سيادة مشتركة يتم فيها تقاسم السيادة بين مصر والمملكة المتحدة. شهدت السيادة المشتركة  بمجرد إنشائها تناقصًا مستمرًا في السيطرة المصرية، وخضعت في معظم فترات وجودها عمليًا لحكم المملكة المتحدة من خلال الحاكم العام في الخرطوم. ظلت هذه القضية طوال الفترة المتبقية من عهد عباس الثاني نقطة خلاف هامة بينه وبين المملكة المتحدة، إذ سعى عباس إلى مواجهة وعكس اتجاه النفوذ البريطاني المتزايد في مصر والسودان
كانت القومية المصرية تغلي في ظل السياسات الاقتصادية القاسية للبريطانيين. ظهرت شخصيات مثل مصطفى كامل باشا، وعبد الله النديم، ويعقوب صانو كناشطين قوميين بارزين، يدعون إلى زيادة الحكم الذاتي لمصر. وتردد شعار "مصر للمصريين" الذي كان بمثابة صرخة شعبية بين القوميين احتجاجًا على امتيازات الأجانب. خلال هذا الوقت تبلورت نقاط الخلاف الخمس الرئيسية بين القوميين:
- الوضع السياسي للسودان – الذي كان يُحكم بحكم الأمر الواقع باعتباره ملكية مشتركة أنجلو-مصرية مشتركة ولكن كمستعمرة بريطانية بحكم القانون بعد الثورة المهدية.
- الملكية على قناة السويس.
- وضع الجيش المصري – الذي تم حل بعد ثورة 1882 – وتمركز القوات البريطانية في مصر.
- سيادة البرلمان المصري: صلاحياته القانونية تجاه الأجانب والاستقلال عن النفوذ البريطاني.
- حق مصر إقامة علاقات خارجية مستقلة عن بريطانيا.

بعد تحالف الإمبراطورية العثمانية مع قوى المركز خلال الحرب العالمية الأولى في عام 1914، أطاحت المملكة المتحدة بعباس الثاني ونصبت عمه الموالي لبريطانيا حسين كامل كزعيم جديد. مثل هذا الحدث نهاية للسيادة العثمانية، وأعيد تأسيس سلطنة مصر التي دمرتها الإمبراطورية العثمانية عام 1517 وتنصيب حسين كامل كسلطان. على الرغم من استعادة السلطنة الاسمية، إلا أن النفوذ البريطاني في مصر والسودان لم يتضاءل، حيث أعلنت المملكة المتحدة أن مصر هي محمية رسمية للمملكة المتحدة بالرغم من أنها لم تضم مصر إلى الإمبراطورية البريطانية، ولم يتولى العاهل البريطاني مطلقًا السيادة على مصر. ومع ذلك، فإن وضع مصر كمحمية حال دون أي استقلال حقيقي للسلطنة. من الناحية العملية، كانت سلطنة مصر تحت سيطرة المملكة المتحدة بقدر ما كانت خاضعة لخديوية مصر السابقة.

### المملكة المصرية
سعى القوميون المصريون بعد الحرب العالمية الأولى إرسال وفد إلى مؤتمر باريس للسلام لإعادة التفاوض من أجل استقلال مصر. وعندما رفضت بريطانيا الاستجابة لمطالبهم ازداد الغضب الشعبي من السيطرة البريطانية وأدى ذلك إلى اندلاع الثورة المصرية عام 1919، مما دفع المملكة المتحدة إلى الاعتراف باستقلال مصر في عام 1922 كمملكة مصرية. ومع ذلك، ظلت بريطانيا تحتفظ بحقوقها في السودان وإمبراطوريتها في مصر والشؤون الخارجية.

## حركة الضباط الأحرار
يعود تاريخ إنشاء الجيش المصري الحديث إلى المعاهدة الإنجليزية المصرية لعام 1936، والتي سمحت بتوسيع الجيش المصري من 398 ضابطًا إلى 982 ضابطًا. في عام 1937 تقدم جمال عبد ناصر بطلب الالتحاق بكلية العباسية العسكرية، وهي مدرسة الطلاب الرائدة في مصر. وتخرج أنور السادات من الأكاديمية العسكرية المصرية في عام 1938. كان السادات يحاول تشكيل انتفاضة مناهضة لبريطانيا منذ أربعينيات القرن العشرين، ولكن ألقي القبض عليه بعد لقائه مع اثنين من الجواسيس النازيين في عام 1942. حفز الانقلاب البريطاني المهين عام 1942 والكارثة في فلسطين على إنشاء خلية سرية من الضباط المصريين الثوريين مستوحاة من الانقلاب السوري عام 1949، فعندما أطاح الجيش السوري بالحكومة، انتشرت همسات الثورة في جميع أنحاء الجيش. على الرغم من أن تاريخ البداية الدقيق غير مؤكد، إلا أنه بحلول عام 1949، بدأت الاجتماعات والمناقشات في منازل الضباط مما يمثل نشأة حركة "الضباط الأحرار". التقى الضباط بالشيوعيين في الحركة الديمقراطية للتحرير الوطني والإسلاميين في جماعة الإخوان المسلمين، فقد كانت منظمة مستقلة عن المعارضة الموجودة مسبقًا. تعهد الأعضاء بالسرية، ووضعوا يدًا واحدة على القرآن والأخرى على مسدس، ونشروا منشورات ومقالات مجهولة المصدر تنتقد القيادة العليا والحكومة ككل بسبب الفساد. بحلول عام 1952، نمت بشكل كبير لدرجة أن قلة من الأعضاء كانوا مطلعين على هويات قادتها: العقيد ناصر واللواء نجيب.
زعم مؤسس وكالة المخابرات المركزية مايلز كوبلاند جونيور أنه أجرى اتصالات مع الضباط في هذا الوقت، رغم أن المؤرخ سعيد أبو ريش ذكر إن أمريكا لم تعلم بالانقلاب إلا قبل يومين لكنها لم تتحرك لوقفه بعد التحقق من أنه لم يكن شيوعيًا.

## الثورة
بحلول ربيع عام 1952، بدأ الضباط الأحرار بالتخطيط لانقلابهم. خططوا للإطاحة بالنظام الملكي في أوائل أغسطس، لكن الأحداث سرعان ما دفعتهم إلى تسريع خططهم. وفي 16 يوليو أمر الملك فاروق بحل مجلس إدارة نادي الضباط، مما زاد من خشية الضباط أن يكون القبض عليهم أصبح وشيكًا.

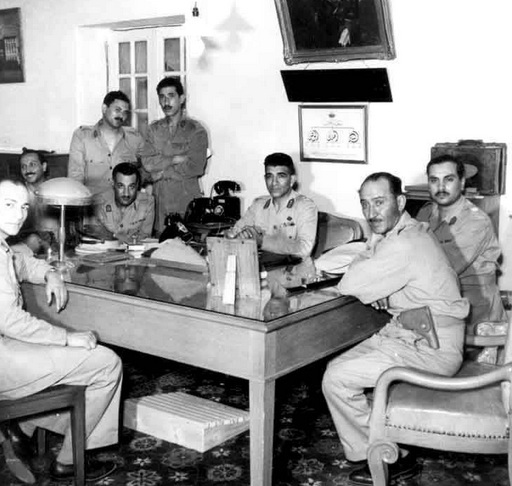
عدد من الضباط في عام 1953. من اليسار إلى اليمين: زكريا محي الدين، عبد اللطيف بغدادي، كمال الدين حسين (واقفا)، جمال عبد الناصر، عبد الحكيم عامر (واقفا)، محمد نجيب، جمال حماد، أحمد شوقي

في يوم 23، استولت قوات المشاة الموحدة على المقر العام وأغلقت الطرق المؤدية إلى القاهرة. انطلق عبد الناصر وعبد الحكيم عمرو بصفتهما من كبار القادة في جولة بالسيارة لزيارة كل وحدة في القاهرة. ألقى محمد أبو الفضل الجيزاوي القبض على قائده، وأجاب على عدة مكالمات هاتفية متقمصًا شخصيته ليؤكد للقيادة العليا أن كل شيء كان هادئاً. وبحلول الساعة الثالثة فجرًا، وصل محمد نجيب إلى المقر الرئيسي بالقاهرة. وبحلول الساعة السابعة، أعلن السادات عبر الراديو أن الضباط الأحرار قد سيطروا على السلطة؛ وأن مصر يحكمها الآن مجلس قيادة الثورة.

### إعلان الثورة
في السابعة والنصف صباحًا، أصدرت إحدى الإذاعات البيان الأول للانقلاب باسم الفريق نجيب إلى الشعب المصري. وحاولت تبرير الانقلاب الذي عرف أيضا باسم "الحركة المباركة". كان الشخص الذي قرأ الرسالة هو الضابط الحر والرئيس المستقبلي لمصر أنور السادات. نفذ الانقلاب أقل من مائة ضابط ــ وجميعهم تقريباً كانوا من رتب صغيرة ــ وأثار الانقلاب مشاهد احتفال في الشوارع وهتافات بين الحشود المبتهجة.
| ثورة 23 يوليو | بيان ثورة يوليو من اللواء أركان الحرب محمد نجيب القائد العام للقوات المسلحة إلى الشعب المصري اجتازت مصر فترة عصيبة في تاريخها الأخير من الرشوة والفساد وعدم استقرار الحكم. وقد كان لكل هذه العوامل تأثير كبير على الجيش وتسبب المرتشون والمغرضون في هزيمتنا في حرب فلسطين. وأما فترة ما بعد هذه الحرب فقد تضافرت فيها عوامل الفساد وتآمر الخونة على الجيش وتولى أمره إما جاهل أو خائن أو فاسد حتى تصبح مصر بلا جيش يحميها. وعلى ذلك فقد قمنا بتطهير أنفسنا وتولى أمرنا في داخل الجيش رجال نثق في قدرتهم وفي خلقهم وفي وطنيتهم ولا بد أن مصر كلها ستتلقى هذا الخبر بالابتهاج والترحيب.أما من رأينا اعتقالهم من رجال الجيش السابقين فهؤلاء لن ينالهم ضرر وسيطلق سراحهم في الوقت المناسب. وإني أؤكد للشعب المصري أن الجيش اليوم كله أصبح يعمل لصالح الوطن في ظل الدستور مجرداً من أية غاية وأنتهز هذه الفرصة فأطلب من الشعب ألا يسمح لأحد من الخونة بأن يلجأ لأعمال التخريب أو العنف لأن هذا ليس في صالح مصر وأن أي عمل من هذا القبيل سيقابل بشدة لم يسبق لها مثيل وسيلقى فاعله جزاء الخائن في الحال. وسيقوم الجيش بواجبه هذا متعاوناً مع البوليس. وإني أطمئن إخواننا الأجانب على مصالحهم وأرواحهم وأموالهم ويعتبر الجيش نفسه مسؤولاً عنهم والله ولي التوفيق. | ثورة 23 يوليو |

سعى الملك فاروق ومع تحييد شبكة دعمه البريطانية إلى طلب تدخل الولايات المتحدة لكنه لم يتلق أي رد. بحلول يوم 25، سيطر الجيش على الإسكندرية، حيث كان الملك يقيم في قصر المنتزة. هجر فاروق المنتزه على عجل خوفًا على سلامته ولجأ إلى قصر رأس التين على طول الواجهة البحرية. أمر نجيب ربان يخت المحروسة بعدم الإبحار دون أوامر صريحة  من الجيش.
اندلع جدل بين الضباط الأحرار حول مصير الملك المخلوع. اعتقد البعض (بما في ذلك الجنرال نجيب وناصر) أن أفضل مسار للعمل هو إرساله إلى المنفى، في حين طالب آخرون بمحاكمته أو إعدامه. وفي النهاية، تم اتخاذ القرار بأن يتنازل فاروق عن العرش لصالح ابنه ولي العهد الأمير أحمد فؤاد الذي اعتلى العرش باسم الملك فؤاد الثاني وتم تعيين مجلس وصاية من ثلاثة رجال. في 26 يوليو 1952، غادر الملك المخلوع إلى المنفى، وأبحر إلى إيطاليا في الساعة السادسة من مساء ذلك اليوم تحت حماية الجيش المصري.

## قائد الحركة
كان قائد الحركة التي سميت فيما بعد بالثورة هو اللواء محمد نجيب والواقع أنه اُختير -من قبل الضباط الأحرار- واجهة للثورة لما يتمتع به من سمعة حسنة داخل الجيش وكان اللواء الوحيد في التنظيم وكان سبب انضمام الكثير من ضباط الجيش للضباط الاحرار وكان أحد أهم عوامل نجاح الثورة. لكن صراعا على السلطة نشأ بينه وبين جمال عبد الناصر بعد أن رأى اللواء محمد نجيب ضرورة تسليم السلطة لسلطة مدنية منتخبة، استطاع جمال أن يحسمه إلى صفه في النهاية وحدد إقامة محمد نجيب في قصر زينب الوكيل حرم مصطفى النحاس باشا بضاحية المرج شرق القاهرة لحين وفاته. تولى جمال عبد الناصر بعد ذلك حكم مصر من 1954 حتى وفاته عام 1970 واستمد شرعية حكمه من ثورة يوليو.

## مبادئ ثورة يوليو
لم تُعلن هذه المبادئ إلا عام 1956:
1. القضاء على الإقطاع.
2. القضاء على الاستعمار.
3. القضاء على سيطرة رأس المال على الحكم.
4. إقامة جيش وطني قوي.
5. إقامة عدالة اجتماعية.
6. إقامة حياة ديمقراطية سليمة.

## أعضاء مجلس قيادة الثورة
- محمد نجيب (رئيس)
- جمال عبد الناصر
- عبد الحكيم عامر
- يوسف صديق
- حسين الشافعي
- صلاح سالم
- جمال سالم
- خالد محيي الدين
- زكريا محيي الدين
- كمال الدين حسين
- عبد اللطيف البغدادي
- عبد المنعم أمين
- محمد أنور السادات
- جمال حماد

## إنجازات ثورة يوليو

### الإنجازات السياسية
- تأميم قناة السويس.
- استرداد الكرامة والاستقلال والحرية المفقودة على أيدي المستعمر المعتدي.
- السيطرة على الحكم في مصر وسقوط الحكم الملكي.
- إجبار الملك على التنازل عن العرش ثم الرحيل عن مصر إلى إيطاليا.
- إلغاء النظام الملكي وقيام الجمهورية.
- توقيع إتفاقية الجلاء بعد أربعة وسبعين عاما من الاحتلال.
- بناء حركة قومية عربية للعمل على تحرير فلسطين.
- إلغاء دستور 1923 في ديسمبر 1952.
- إعلان اللواء محمد نجيب أول رئيس للجمهورية في 18 يونيه 1953 كأول رئيس للجمهورية المصرية.

### إنجازات ثقافية
- أنشأت الثورة الهيئة العامة لقصور الثقافة وقصور الثقافة والمراكز الثقافية لتحقيق توزيع ديموقراطي للثقافة وتعويض مناطق طال حرمانها من ثمرات الإبداع الذي احتكرته مدينة القاهرة وهو ما يعد من أهم وأبرز إنجازاتها الثقافية.
- إنشاء أكاديمية تضم المعاهد العليا للمسرح والسينما والنقد والباليه والاوبرا والموسيقى والفنون الشعبية.
- رعاية الآثار والمتاحف ودعم المؤسسات الثقافية التي أنشأها النظام السابق ثقافي.
- سمحت بإنتاج أفلام من قصص الأدب المصري الأصيل بعد أن كانت تعتمد على الاقتباس من القصص والأفلام الأجنبية.

### إنجازات تعليمية
- قررت مجانية التعليم العام وأضافت مجانية التعليم العالي.
- ضاعفت من ميزانية التعليم العالي.
- أضافت عشرة جامعات أنشئت في جميع أنحاء البلاد بدلا من ثلاث جامعات فقط.
- إنشاء مراكز البحث العلمي وتطوير المستشفيات التعليمية.

### إنجازات اقتصادية واجتماعية
- تعتبر الثورة العصر الذهبي للطبقة العاملة المطحونة الذين عانوا أشد المعاناة من الظلم وفقدان مبدأ العدالة الاجتماعية.
- أسفرت الثورة عن توجهها الاجتماعي وحسها الشعبي مبكرا عندما أصدرت قانون الملكية يوم 9 سبتمبر 1952.
- قضت على الإقطاع وأنزلت الملكيات الزراعية من عرشها.
- تمصير وتأميم التجارة والصناعة التي استأثر بها الأجانب.
- إلغاء الطبقات بين الشعب المصري وأصبح الفقراء قضاة وأساتذة جامعة وسفراء ووزراء وأطباء ومحامين وتغيرت البنية الاجتماعية للمجتمع المصري.
- قضت على معاملة العمال كسلع تباع وتشترى ويخضع ثمنها للمضاربة في سوق العمل.
- حررت الفلاح بإصدار قانون الإصلاح الزراعي.
- قضت على السيطرة الرأسمالية في مجالات الإنتاج الزراعي والصناعي.
- إنشاء السد العالي 1971.

### الإنجازات العربية
- توحيد الجهود العربية وحشد الطاقات العربية لصالح حركات التحرر العربية.
- أكدت للأمة من الخليج إلى المحيط أن قوة العرب في الوحدة العربية وتحكمها أسس أولها تاريخي وثانيها اللغة المشتركة لعقلية جماعية وثالثها نفسي واجتماعي لوجدان واحد مشترك.
- أقامت الثورة تجربة عربية في الوحدة بين مصر وسوريا في فبراير 1958.
- قامت الثورة بعقد اتفاق ثلاثي بين مصر والسعودية وسوريا ثم انضمام اليمن.
- الدفاع عن حق الصومال في تقرير مصيره.
- ساهمت الثورة في استقلال الكويت.
- قامت الثورة بدعم الثورة العراقية.
- أصبحت مصر قطب القوة في العالم العربي مما فرض عليها مسئولية والحماية والدفاع لنفسها ولمن حولها.
- ساعدت مصر اليمن الجنوبي في ثورته ضد المحتل حتى النصر وإعلان الجمهورية.
- ساندت الثورة الشعب الليبي في ثورته ضد الاحتلال.
- دعمت الثورة حركة التحرر في تونس والجزائر والمغرب حتى الاستقلال.
- دعمت الشعب العربي في دولة الأحواز المحتلة في نضاله من أجل الحرية والاستقلال.

### الإنجازات العالمية
- تشكيل حركة عدم الانحياز مع يوغسلافيا بقيادة الزعيم جوزيف بروز تيتو ومع الهند بقيادة جواهر لال نهرو مما جعل لها وزن ودور ملموس ومؤثر على المستوى العالمي.
- وقعت صفقة الأسلحة الشرقية عام 1955 والتي اعتبرت نقطة تحول كسرت احتكار السلاح العالمي.
- كان للأزهر الدور الأبرز في نشر الدعوة الإسلامية في أفريقيا وآسيا.
- دعت الثورة إلى عقد أول مؤتمر لتضامن الشعوب الأفريقية والآسيوية في القاهرة عام 1958.